# Rienk van Grondelle
Rienk van Grondelle (Amsterdam, 6 december 1949) is hoogleraar biofysica aan de Vrije Universiteit Amsterdam. 
Hij houdt zich vooral bezig met spectroscopisch onderzoek gerelateerd aan fotosynthese en is daarnaast met Egbert Boeker medeauteur van een leerboek milieufysica, Environmental Physics, waarvan in 2011 de derde druk verscheen. In 2009 is hij door de KNAW tot Akademiehoogleraar benoemd.